# ヨーロッパ低運賃航空会社協会
ヨーロッパ低運賃航空会社協会（ヨーロッパていうんちんこうくうがいしゃきょうかい、英語: European Low Fares Airline Association、ELFAA）は2004年に設立された、ベルギー・ブリュッセルに本部を置く低運賃航空会社を代表する組織である。

## 目的
- 格安部門に影響を与える政策分野の特定
- 規制問題へ効果的に影響を与えること
- promoting the common interests of its members in the various European institutions

## 加盟航空会社
ELFAA加盟メンバー(2015年現在):
- ブリティッシュ・エアウェイズ
- イージージェット
- Flybe
- イベリア航空
- イベリア・エクスプレス
- Jet2.com
- ノルウェー・エアシャトル
- ライアンエアー
- トランサヴィア
- ブエリング
- ボロテア
- ウィズエアー

## 旧加盟航空会社
- エア・ベルリン[5]（2012年3月20日にワンワールドへ加盟）
- エア・ポロニア（ポーランド語版）[6]（2004年12月5日に運航停止）
- Basiqair[5]（2005年1月1日にトランサヴィアと合併）
- ブルー・エア（ルーマニア語版）
- Bmibaby[7]（2012年9月9日に運航停止）
- クリックエアー[8]（2009年7月15日にブエリングと合併）
- フライング・フィン（フィンランド語版）[5]（2004年1月27日に運航停止）
- ハパックロイド・エクスプレス（ドイツ語版）[5]（のちのTUIフライ・ドイッチュラント）[9]（2007年1月にTUIフライと合併）
- マイウェイ航空[10]（のちの マイエア（イタリア語版））[9]（2009年7月24日に運航停止）
- スカイヨーロッパ[5]（2009年9月1日に運航停止）
- スターリング[5]（2008年10月29日に運航停止）
- Volareweb.com[5]（2009年1月12日に運航停止）
- Sverigeflyg（スウェーデン語版）